# أنيسة روضة نجار
أنيسة روضة نجار (1913-2016) هي ناشطة نسوية ومن أشهر رواد العَمل الاجتماعي في لبنان، وفي عام 2013 منحها رئيس لبنان السابق ميشال سليمان وسام الأرز الوطني من رتبة كومندور في عيدها المئة، كما أصدرت وزارة الاتصالات اللبنانية طابعاً بريدياً حمل اسمها وصورتها، وفي عام 1967 نالت وسام الإستحقاق اللبناني من رتبة فارس. توفيت ابنتها سَنا في أثناء القصف الإسرائيلي على قرية العبادية.

## حياتها
وُلدت أنيسة روضة نجار عام 1913، وفي عام 1936 تخرجت من الجامعة الأميركية في بيروت بشهادة بكالوريوس علوم اجتماعية وتربية، وعُينت رئيسة تحرير «العروة الوثقى»، وفي عام 1953 أسست جمعية إنعاش القرية مع السيدة إفلين بسترس، كما عملت على إنشاء عدد من المستوصفات الطبية والمدارس. تُعتبر أنيسة أول من أطلقت مشروع تنمية ريفية في العالم العربي عام 1953.
عملت كناشطة في الحركة النسائية، ومثلت لبنان في مؤتمرات عالمية عِدة، وفي عام 1960 مُثلت الهيئات النسائية اللبنانية لدى لجنة الأونيسكو الوطنية لمدة سبع سنوات، وفي عام 1965 مثلت العصبة العالمية للسلام والحرية في مؤتمر الأمم المتحدة في طهران، ومثلت أيضاً لبنان في نيودلهي في مؤتمر العصبة النسوية العالمية للسلام والحرية.
شاركت أنيسة في الوفد الذي قابل الأمين العام للأمم المتحدة عام 1985 والذي إعتصم تضامناً مع الفلسطينيين في لبنان، وكانت قد انتخبت عام 1986 رئيسة للهيئات النسائية لبيروت الغربية للتعويض عن غياب المجلس النسائي اللبناني.
في عام 2010، أصدرت في الذكرى المئة لولادة زوجها الراحل فؤاد نجار كتابها «رحلة فؤاد نجار بين الأرض والوطن»، ولها كتاب «محو أمية العقل» والذي لم يُنشر بعد.

## قيل عنها
- في تكريمها في الجامعة الأميركية ومنحها وسام الأرز الوطني عام 2013 قالت السيدة وفاء سليمان:[2]

- قال فيها النائب مروان حمادة:[2]

- قالت عنها منى الهراوي:[3]

## وفاتها
تُوفيت في 15 كانون الثاني 2016، وصُليَ على جثمانها يوم 16 كانون الثاني في قاعة مجلس تربة الدروز فردان، وللرجال في القاعة الرئيسية لدار طائفة الموحدين الدروز فردان.